# آده ویلم
آده ویلم (به هلندی: Oude Willem) یک منطقهٔ مسکونی در هلند است که در وسترفلد واقع شده‌است.